# Cornelia von Levetzow

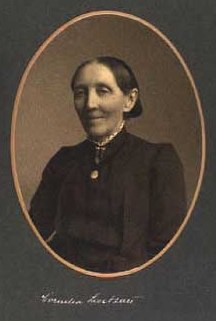
Cornelia von Levetzow

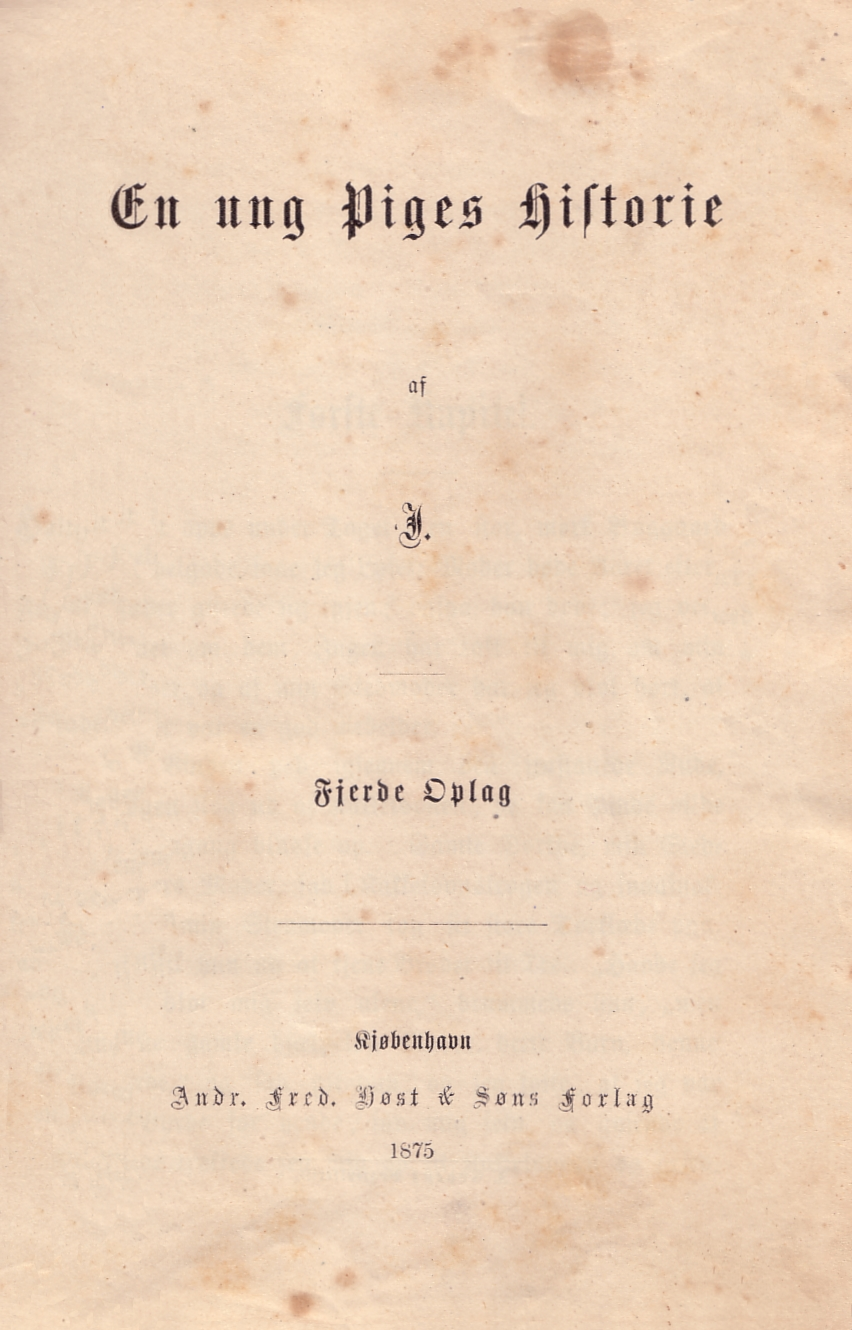
En ung Piges Historie von J (vierte Ausgabe)

Cornelia Frederikke Juliane Victorine von Levetzow (* 14. Januar 1836 in Ringkøbing; † 26. April 1921 in Kongens Lyngby) war eine dänische Autorin, die bis 1891 alle ihre Bücher unter dem Pseudonym J. veröffentlichte.

## Leben
Cornelia Levetzow wurde 1836 in Ringkøbing als Tochter eines Kammerherrn, des Zollschatzmeisters Dietrich Wilhelm von Levetzow (1786–1849), und seiner Frau Edle Vilhelmine Fog (1793–1872) geboren. Ihre Vorfahren stammten aus der alten mecklenburgischen Adelsfamilie von Levetzow, deren Vertreter größtenteils Grundbesitzer, Offiziere und höhere Beamte waren.
Cornelia Levetzow war das jüngste von fünf Geschwistern. Nach dem Tod ihres Vaters im Jahr 1849 zog die Mutter mit ihren drei Töchtern nach Kopenhagen und fünf Jahre später nach Kongens Lyngby, wo sie 1872 starb. Bis zu ihrem achten Lebensjahr wurde Cornelia Levetzow von ihrer Mutter und den beiden älteren Schwestern Mathilde von Levetzow (1824–1902) und Vilhelmine von Levetzow (1827–1908) unterrichtet, die beide Schriftstellerinnen wurden. Mathilde veröffentlichte 1895 die Gedichtsammlung I Aarenes Løb, Vilhelmine schrieb fünf Romane und eine Sammlung von Kurzgeschichten. Zu Hause wurde viel Fiktion gelesen, und es waren besonders H.C. Andersen und Charles Dickens, die Cornelia beeinflussten. Andersen lobte auch ihre Geschichten, die ihm handschriftlich zugesandt wurden.
24-jährig gab Levetzow ihr Debüt mit En ung Pige's Historie (1860), einem wichtigen Beitrag zum dänischen Genre des Gouvernante-Romans. Die Geschichte eines jungen Mädchens ist, wie es das Genre vorschreibt, eine fiktive Autobiographie, die auf dem dreiphasigen Verlauf des Bildungsromans basiert: zu Hause, draußen, zu Hause. Das Debüt zog Aufmerksamkeit auf sich und erzielte nach dänischen Verhältnissen sogar einen ungewöhnlichen Erfolg, da es 1916 in 12 Ausgaben in 20.000 Exemplaren gedruckt wurde. Es wurde ins Schwedische (1861), Deutsche (1863 und 1892), Niederländische (1863), Französische (1875) und Englische (1877) übersetzt.
Bereits ein Jahr nach ihrem Debüt veröffentlichte J Fem Fortællinger (1861) und Tre Fortællinger. Einige der Geschichten in diesen Sammlungen waren im Grunde die frühesten literarischen Experimente der Autorin und alle vor En ung Pige's Historie geschrieben. Sie waren schnell ausverkauft und sind in der 5. Auflage erhältlich. Das Gleiche widerfuhr all ihren Arbeiten in den 1860er Jahren: Skitser af Hverdagslivet (1862), Anna (1863), To Fortællinger (1866) und Småskitser (1869). Sie sind alle in zahlreichen Editionen erhältlich. In den 1870er Jahren veröffentlichte sie nur Livsbilleder (1874), das seitdem mehrere Auflagen erfahren hat.
1875 erhielt Levetzow auf Empfehlung des Autors Frederik Paludan-Müller das Anckers-Reisestipendium. Sie durfte es zwei Jahre lang nutzen und verbrachte 1875 teils in Schweden, teils in Norwegen und 1876 allein in Norwegen. Sie kehrte, mit vielen neuen Eindrücken angereichert, nach Hause zurück. Nach einer langen Pause veröffentlichte sie Fra det daglige Liv (1881) bei Boghandler Reitzel, wo auch alle späteren veröffentlicht wurden, und Fra Vej og Sti (1884), Ved Daggry (1888), Fremtidsplaner (1891), Nye Dage (1893), A gentens Datter og Birthe Marie (1894).

## Schriften (Auswahl)
- En ung Piges Historie (1860), dt. „Geschichte eines jungen Mädchens“, 1909.
- Fra Vej og Sti (1884), dt, „Von Weg und Steg: Skizzen“, 1888.
- Fra det daglige Liv (1881), dt, „Aus dem täglichen Leben: Erzählungen“, 1888.
- Livsbilleder (1874), dt, „Lebensbilder“, 1880
- Nye Dage (1893), dt, „Neue Tage: Erzählung“, 1893